# Играй до смерти
Играй до смерти (англ. Truth or Dare) — британский триллер режиссёра Роберта Хита, мировая премьера которого состоялась 6 августа 2011 года. В России фильм вышел 29 марта 2012 года.

## Сюжет
В центре сюжета картины пять старшеклассников британской средней школы. На выпускном вечере, полном секса и наркотиков, во время игры «в бутылочку» робкий интроверт Феликс безуспешно признался в любви блондинке Джемме и подрался с Крисом. Несколько месяцев спустя все ключевые игроки действа получили приглашение на день рождения Феликса, который должен состояться в загородном доме его родителей, однако встретивший компанию сторож направляет их в охотничий домик, расположенный глубоко в лесу. Там их встречает старший брат Феликса по имени Джастин, навязчивый парень, представившийся как бывший военный из Афганистана, который заявляет, что Феликс опоздает на вечеринку из-за отмены рейса. Поначалу непринужденная обстановка накаляется, когда спустя некоторое время Джастин во время игры «в бутылочку» признается компании, что Феликс на самом деле покончил с собой, повесившись, и что якобы один из присутствующих несет за это прямую ответственность. Шокированные известием молодые люди порываются уйти, но Джастин препятствует и начинает кровавую расправу. Выбрав себе в помощники Люка, Джастин связывает всех на стульях, образовывая круг для будущей игры «в бутылочку» и рассказывает, что нашел в кармане у Феликса открытку без подписи, на которой написано только «правда или фант, сука»; Джастин считает, что именно эта открытка стала последней каплей для брата и намерен выяснить, кто из присутствующих ее прислал.

## В ролях
- Дэвид Оукс — Джастин, брат Феликса, бывший военный
- Дженни Жак — Элеанор, девушка Пола, шантажировавшая Феликса
- Лиам Бойл — Пол, лучший друг Криса, принимавший участие в травле Феликса
- Флоренс Холл — Джемма, бывшая девушка Криса, отвергла любовь Феликса
- Александр Влахос — Люк, студент-наркоман, приятель Пола и Криса, давал Феликсу наркотики
- Джек Гордон — Крис, задиристый и заносчивый студент, бывший парень Джеммы, издевался над Феликсом
- Том Кейн — Феликс, брат Джастина, совершил самоубийство
- Джейсон Маза — Джонси, дилер Люка

## Отзывы
- Издание «The Telegraph» назвало картину «фактически мягкой разновидностью садистского порно»[2].
- Сайт «HorrorNews.net[англ.]» хорошо отозвался о фильме, назвав его психологическим рассказом в лучших традициях жанра и, отметив, что исполнением мог бы гордиться сам Альфред Хичкок[3].

## Примечание
1. ↑  Играй до смерти. Filmpro.ru. Дата обращения: 19 июня 2015. Архивировано 19 июня 2015 года.
2. ↑  Films in brief: Diary of a Wimpy Kid – Dog Days, London: The Modern Babylon. The Telegraph. Дата обращения: 27 января 2013. Архивировано 27 января 2013 года.
3. ↑  Film Review: Truth or Die (2012). HorrorNews.net[англ.]. Дата обращения: 21 марта 2012. Архивировано 27 января 2013 года.